# Pavillon de l'Autriche (1900)
 (avril 2025).
Le pavillon de l'Autriche est un bâtiment éphémère de la fin du XIXe siècle construit dans le cadre de l'Exposition universelle de 1900 qui s'est tenue à Paris, en France.

## Situation et accès
L'édifice était situé dans la rue des Nations — une voie formée par les pavillons des nations étrangères — sur la rive gauche de la Seine, entre les ponts des Invalides et de l'Alma, tous deux alors doublés de passerelles. Plus largement, il se trouvait dans le 7e arrondissement de Paris, dans l'ancien département de la Seine.

## Histoire
Le 20 avril 1899, dans le cadre des préparatifs de l’Exposition, le commissaire général impérial et royal d’Autriche, le docteur Guillaume Exner, prend officiellement possession du terrain destiné à accueillir le pavillon autrichien. Il se présente sur les lieux en compagnie d’un architecte ainsi que du chef du service commercial autrichien, Oscar Cronier. À cette occasion, les drapeaux français et autrichien flottent côte à côte, entremêlés au centre de l’emplacement, marquant symboliquement la coopération diplomatique et l’installation officielle de l’Autriche sur le site.
En mai 1900, dans le cadre des préparatifs de l'Exposition universelle de Paris, l'empereur d’Autriche donne l’ordre au garde-meuble impérial de Vienne d’expédier à Paris un ensemble de tapisseries de type Gobelins, destinées à compléter la décoration intérieure du pavillon autrichien. Le commissaire général autrichien Exner annonce son intention d’inviter la presse dès que les pièces seront mises en place, afin de mettre en valeur la qualité du décor proposé par l’Autriche. Au même moment, le commissariat autrichien communique l’arrivée à Paris, avant la fin de la semaine, de trois délégations représentant les principales corporations industrielles autrichiennes, accompagnées de membres du jury international, soit un contingent d’environ 500 personnes. Une réception officielle est prévue en leur honneur au commissariat autrichien le dimanche suivant, conformément aux usages diplomatiques de l’époque et à la stratégie de représentation de l’industrie autrichienne sur la scène internationale.